# グッド・シェパード
『グッド・シェパード』（The Good Shepherd）は、ロバート・デ・ニーロ監督による2006年のアメリカ映画。監督本人も出演している。マット・デイモンとアンジェリーナ・ジョリーの共演作で、全米では2006年12月に公開された。
なお、タイトルの『グッド・シェパード』とは聖書内（ヨハネによる福音書第10章1〜21節）に登場する「良き羊飼い」を意味する。第57回ベルリン国際映画祭において出演者たちの演技に対し銀熊賞 (芸術貢献賞)が授与された。

## ストーリー
1961年4月、ピッグス湾侵攻が惨憺たる結果に終わる。CIA上級職員エドワード・ウィルソンは、彼の部門にスパイがいる疑いがあるとの警告を受ける。家に帰ると、ベッドに横たわる男女の写真と、加工され一部が不明瞭にされた音声テープを発見する。
1939 年、イェール大学に入ったエドワードは、スカル・アンド・ボーンズ友愛会に勧誘される。入会儀式の際、彼は、嘗て父親トーマスが残した遺書を発見したが読まなかったことを明かす。提督であった父親は、忠誠心が疑われるまで海軍長官を務めていた。FBI捜査官サム・ムラックは、詩の教授であるフレデリックスのナチス支持者としての関係先を調査するためにエドワードを起用する。そしてナチス支持者であることが明らかになり、フレデリックスは辞任に至る。エドワードは聴覚障害のある同じ大学の学生ローラと付き合い始める。第二次世界大戦が始まったという発表の後、ローラはエドワードに一緒に寝るように頼むが、最後の瞬間に彼女はパニックに陥ってしまう。
1940年、エドワードはパーティーに出席し、友愛会の仲間であるジョンの妹であるマーガレット・“クローバー”・ラッセルに出会う。彼はビル・サリバン将軍にも紹介され、サリバン将軍はアメリカが間もなく世界大戦に参戦せざるを得なくなるであろうことを告げ、エドワードに海外諜報の仕事を提示する。上院議員で孤立主義者の「アメリカ第一委員会」の委員長を父に持つクローバーはエドワードに惹かれ、エドワードは彼女の気持ちを受け入れる。
エドワードとローラと砂浜でデート中、ジョンがやって来て、クローバーが妊娠しており、エドワードには彼女と結婚すべきだと言う。ローラは彼らの唇を読むと立ち去る。エドワードとクローバーの結婚式の日、彼はロンドンへの赴任命令を受ける。ロンドンで彼はフレデリックス博士と再会する。フレデリックス博士は、実はイギリス諜報員で、防諜訓練のための候補者としてエドワードを推薦していたのだ。「特殊作戦執行部」のアーチ・カミングスは、フレデリックスの「不適切な交遊」（ゲイとしての交遊が示唆される）が安全保障上のリスクをもたらしているとエドワードに告げる。フレデリックスはそのまま引退することを拒否し殺される。
大戦終了後のベルリンで、捕らえられた科学者たちを交換するため、エドワードはソ連の「ユリシーズ」と協働する。エドワードが米国の自宅に電話を架けると、息子のエドワード・ジュニアがクローバーが浮気をしていることをうっかり漏らしてしまう。エドワードは衝動的に事務所の通訳ハンナ・シラーと寝るが、彼女がソ連の工作員であることに気づき、殺害に至る。1946年、エドワードは余所余所しくなっているクローバーの元に戻る。クローバーは本名のマーガレットで呼ばれるようになっている。2人は共に浮気をしていたことを認め、彼女はジョンが戦死したことを告げる。エドワードは再びサリバン将軍に呼び出され、今度は同僚のリチャード・ヘイズと共にフィリップ・アレンを長官とするCIAの創設に協力して欲しいと言われる。
エドワードは息子に対して心からの愛情を持っているが、エドワードが家族よりも仕事を優先し続けるため、マーガレットは益々エドワードに幻滅していく。中米におけるソ連の活動を監視していたエドワードは、CIAがソ連と一心同体のコーヒー会社の農場に被害を与えるべく大量のバッタを放った後、それを担当したCIA工作員の切断された指を受け取る。KGBから離反した高官ヴァレンティン・ミロノフは「ユリシーズ」に関する情報を提供し、自分はヴァレンティンだと主張する他の男たちが今後亡命を求めてくるだろうとエドワードに警告する。ミロノフと芝居を見に行ったエドワードはローラに出会う。彼らは不倫を始めるが、マーガレットが2人のヤバい写真を受け取り、人前でエドワードを非難したことから、その関係は終わる。別のソ連からの亡命者が自分が本物のミロノフであると主張し、最初の亡命者はユーリ・モディンという名前の二重スパイであると非難した。拷問を受け、液体LSDを投与されたその男は、取調官を嘲笑した後、窓から身を投げた。最初のミロノフは無実を証明するためにLSDの投与を受けることを申し出るが、エドワードは断る。
エドワード・ジュニアは父親に倣い、イェール大学に入学し、スカル・アンド・ボーンズに入会する。その後、彼はCIAで働くことに興味を示し、エドワードを驚かす。これに関する話し合いの中で、エドワードはマーガレットを愛しておらず、マーガレットが妊娠したから結婚しただけであることを認める。マーガレットは息子を守ってほしいと懇願し、彼は必ず守ると約束する。
カストロ政権の誕生により、米国とキューバの関係は悪化する。あるパーティー中に、エドワード・ジュニアは父とヘイズとアレンが来るべきピッグス湾侵攻について話すのを耳にする。エドワードは息子がそれを聞いたことに気づき、口外しないことが極めて重要であると言い渡す。マーガレットはエドワードに別れを告げる。
1961年、テープ録音を詳細に分析した結果、CIA分析官は写真がベルギー領コンゴのレオポルドヴィルで撮影されたのではないかと考えた。自らそこへ赴いたエドワードは、息子が借りているアパートを見つけ、テープに映っていた男が息子であることを知る。そこへ「ユリシーズ」が登場し、エドワード・ジュニアが恋人のソ連工作員ミリアムにピッグス湾侵攻について漏らしている未編集の録音を聞かせる。 「ユリシーズ」は、エドワードが二重スパイになるならばエドワード・ジュニアを守ると申し出る。エドワードは息子を問い詰めるが、息子はミリアムがスパイであることを信じず、彼女に結婚を申し込む。
エドワードは、ミロノフが本当は二重スパイであり、アーチ・カミングスが彼の共謀者であるという証拠を発見する。カミングスはモスクワに逃亡する一方、ミロノフはFBIに逮捕され、ほぼ確実に死ぬことになる。エドワードは「ユリシーズ」と会い、彼の申し出を断る。2人はエドワード・ジュニアを心から愛するミリアムは双方にとって脅威であることに暗黙のうちに同意する。ミリアムは故郷から結婚式の会場となる教会へ飛行機で向かう途中、機外に投げ出されて殺される。エドワードは息子にミリアムの死を知らせ、自分はそれに関係していないと言うが、ミリアムが妊娠していたと知り動揺する。
エドワードは新しいCIA本部でヘイズと会い、ロビーの聖書の碑文に気付く。「そしてあなたは真実を知り、真実はあなたを自由にするであろう(ヨハネ8:32)」。ムラックが、フィリップ・アレンが長年横領してきたことを告発し、アレンは辞任し、大統領はヘイズを新長官に任命した。 ヘイズはエドワードを初代防諜部長に任命する。
エドワードはついに父親の遺書を読むことを決心し、父が疑われていたとおりの裏切者であったことが判明する。エドワードは家族に許しを請い、息子に礼儀正しく誠実に生きるよう勧める。エドワードは父の遺書を燃やしてしまう。映画は、エドワードが新しい防諜部門のオフィスに移る準備をしているところで終わる。

## 登場人物
エドワード・ウィルソン
演 - マット・デイモン、日本語吹替 - 宮本充
本映画の主人公。イェール大学に在籍し、エリートの秘密結社・スカル・アンド・ボーンズに入会する。敵国のスパイの疑いがあった教授を調査したことから、OSSにリクルートされ、諜報員の道を進むことになる。戦後もCIAに勤務し、敵国からは“マザー”のコードネームで恐れられた、優秀な諜報員。
映画のCIAテクニカル・アドバイザーであるミルト・ヘアデン、脚本のエリック・ロスによれば、モデルは実在のCIA諜報員であるジェームズ・アングルトンやリチャード・ビッセルなどの複合的イメージに、オリジナル要素を組み合わせているという。
マーガレット・ラッセル・ウィルソン“クローバー”
演 - アンジェリーナ・ジョリー、日本語吹替 - 湯屋敦子
ラッセル上院議員の娘でジョンの妹。エドワードの妻となる。
ビル・サリヴァン将軍
演 - ロバート・デ・ニーロ、日本語吹替 - 小川真司
エドワードをOSS、CIAにリクルートした老将軍。
モデルは「アメリカ情報活動の父」と呼ばれたウィリアム・ドノバン。
エドワード・ウィルソン・ジュニア
演 - エディ・レッドメイン
エドワードとクローバーの間に生まれた子。やがて父と同じCIAに勤めることになる。
ローラ
演 - タミー・ブランチャード
エドワードのイェール大学時代の交際相手。難聴のため片耳に補聴器をつけている。エドワードがクローバーを妊娠させてしまったことで、2人の仲は破局を迎える。
リチャード・ヘイズ
演 - リー・ペイス、日本語吹替 - 山野井仁
スカル・アンド・ボーンズのメンバーで、CIAでのエドワードの上司。アレン引退後、CIA長官に。
ラッセル上院議員
演 - キア・デュリア
ジョンとクローバーの父。スカル&ボーンズのOB。
フィリップ・アレン
演 - ウィリアム・ハート、日本語吹替 - 菅生隆之
エドワードのスカル&ボーンズの先輩で、CIA長官。ピッグス湾侵攻作戦失敗の原因となったCIA内部での情報漏れについて、エドワードに疑いの目を向ける。
レイ・ブロッコ
演 - ジョン・タトゥーロ、日本語吹替 - 水野龍司
エドワードの部下。OSS出身。
サム・ミュラック
演 - アレック・ボールドウィン、日本語吹替 - 田中正彦
FBI捜査官。学生時代のエドワードに、フレデリックス教授の調査を依頼する。エドワードがCIAに入局した後も、彼への協力を続ける。
フレデリックス教授
演 - マイケル・ガンボン、日本語吹替 - 稲垣隆史
イェール大学でのエドワードの指導教官。エドワードの調査により退官に追い込まれるが、後に英国の諜報員としてエドワードを再び指導する。
アーチ・カミングス
演 - ビリー・クラダップ、日本語吹替 - 川本克彦
エドワードがロンドンで知り合った英国の諜報部員。MI6所属。ヴァレンティン・ミロノフに『ユリシーズ』の初版本を送る。
ハンナ・シラー
演 - マルティナ・ゲデック
ベルリン赴任時のエドワードの部下。通訳担当のドイツ人。
ヴァレンティン・A・ミロノフ
演 - ジョン・セッションズ、日本語吹替 - 谷昌樹
アメリカに亡命した元KGB士官。同姓同名の亡命希望者が出現し、エドワードに疑惑を与える。
スタス・シヤンコ“ユリシーズ”
演 - オレグ・ステファン
KGBの大物諜報員で、エドワード最大のライバル。
ジョゼフ・パルミ
演 - ジョー・ペシ
キューバのマフィアで、反カストロ派。CIAのビッグス湾侵攻作戦に協力。

## トリビア
エリック・ロスによる脚本は9年前に完成しており、監督をフランシス・フォード・コッポラが務めることになっていたが、紆余曲折を経て、デ・ニーロにその役がまわった。ちなみにコッポラは本作に製作総指揮として名を連ねている。
エドワード・ウィルソンを演じることに興味を持っていたレオナルド・ディカプリオにデ・ニーロはその役をオファーしたが、撮影を予定していた2004年秋には『ディパーテッド』の撮影が入っていたため、ウィルソン役はマット・デイモンに渡った。
ジョー・ペシ演じるジョゼフ・パルミは、サム・ジアンカーナがモデルになっている。
現在日本でインテリジェンス（諜報活動）についての積極的な評論活動を行っている論客・手嶋龍一、佐藤優の両名が、この映画を賞賛している。なお、手嶋は映画のパンフレットに、佐藤は映画のホームページに、それぞれ解説を寄稿している。
この種の小説・映画については、一切の論評を行わないことを常としているCIAが、本映画については事実（あるいはCIAが「事実」としているもの）との違いを分析し公表している。

## 評価
レビュー・アグリゲーターのRotten Tomatoesでは174件のレビューで支持率は56%、平均点は6.20/10となった。Metacriticでは33件のレビューを基に加重平均値が61/100となった。